# Personne publique
Pour les articles homonymes, voir Personne.
En droit, une personne morale de droit public est un groupement doté d'une personnalité juridique fictive, à laquelle la loi confère le statut de personne de droit public. Elle a une personnalité juridique distincte de celle de l'État.
En droit français, une « personne publique » ou une « personne morale de droit public » sont deux appellations équivalentes. Il existe quatre catégories de personnes publiques :
- L'État .
- Les collectivités territoriales.
- Les établissements publics.
- Les personnes publiques sui generis (comme les GIP).